# Flugunfall der Spantax bei Stockholm
Der Flugunfall der Spantax bei Stockholm ereignete sich am 5. Januar 1970. Eine Convair CV-990, die aufgrund eines diagnostizierten Triebwerkschadens außerplanmäßig vom Flughafen Stockholm-Arlanda zum Flughafen Zürich ausgeflogen werden sollte, geriet beim Start außer Kontrolle und stürzte zu Boden. Bei dem Unfall kamen fünf der zehn Insassen der Maschine ums Leben.

## Maschine
Bei der verunglückten Maschine handelte es sich um eine 1962 gebaute Convair CV-990-30A-5 Coronado mit der Werknummer 30-10-32. Die Convair wurde im Juli 1962 an die American Airlines ausgeliefert, die die Maschine mit dem Luftfahrzeugkennzeichen N5628 und der Flottennummer 620 in Betrieb nahm. Am 29. Januar 1968 wurde die Maschine an die Spantax weiterveräußert und ging bei dieser mit dem Luftfahrzeugkennzeichen EC-BNM in Betrieb. Das vierstrahlige Langstrecken-Schmalrumpfflugzeug war mit vier Turbojettriebwerken des Typs General Electric CJ-805-23B ausgestattet. Bis zum Unfallzeitpunkt hatte die Maschine eine Gesamtbetriebsleistung von 16.940 Betriebsstunden absolviert.

## Insassen
Es befand sich eine dreiköpfige Cockpitbesatzung an Bord, bestehend aus einem Flugkapitän, einem Ersten Offizier und einem Flugingenieur. Bei den sieben als Passagiere geltenden Insassen handelte es sich um das Kabinenpersonal, welches entgegen den vorgeschriebenen Verfahren den Positionierungsflug gemeinsam mit den Piloten angetreten hatte.

## Wetter
Am Unfalltag herrschten in der Gegend um Stockholm Temperaturen von −27 °C und es gab starke Winde.

## Unfallhergang
Mit der Maschine sollten ursprünglich schwedische Urlauber auf einem Charterflug von Stockholm-Arlanda nach Palma de Mallorca befördert werden. Während des Startlaufs funktionierte das Triebwerk Nr. 4 nicht richtig; Der Start wurde abgebrochen und die Maschine rollte zurück zum Vorfeld. Die Inspektion des Triebwerks ergab Schäden am Kompressor. Nach Rücksprache mit der Spantax-Betriebsabteilung in Madrid wurde beschlossen, das Flugzeug mit nur drei funktionierenden Triebwerken nach Zürich zu befördern, wo das Triebwerk Nr. 4 gewechselt werden sollte.
Die technische Vorbereitung des Flugzeugs für den Überführungsflug wurde durch einen Bodeningenieur der Spantax überwacht. In der Zwischenzeit erstellte die Flugbesatzung den Flugplan. Da das Briefingzentrum in Arlanda nach 21 Uhr geschlossen war, reichte der Kapitän den Flugplan telefonisch beim Kontrollzentrum ein. Weder beim Besprechen des Flugplans noch bei der Wetterbesprechung teilte die Besatzung mit, dass es sich bei dem Flug um einen Positionierungsflug mit nur drei funktionsfähigen Triebwerken handelte. Der Fluglotse hatte jedoch auf anderem Wege Kenntnis über Zweck und Art des Fluges erlangt.
Um 22:08 Uhr erhielt die Besatzung eine Rollfreigabe zur Startbahn 08, aber da die Piloten der Ansicht waren, dass diese Startbahn für einen Start mit drei Triebwerken zu kurz sei, forderten sie die Freigabe zur Nutzung von Startbahn 19 an, die kurz darauf erteilt wurde. Ein weiterer Vorteil der Nutzung dieser Startbahn bestand darin, dass der Abflugkurs in südlicher Richtung mit geringfügigen Kursänderungen nach dem Start geflogen werden konnte. Während des Rollens zum Startpunkt wurden die Vereisungsschutzsysteme gemäß der Checkliste überprüft, nach der Funktionsüberprüfung wurde die Triebwerksvereisungsschutzanlage abgeschaltet. Um 22:21 Uhr wurde die Startfreigabe erteilt. Die Triebwerksleistung der Triebwerke 1 bis 3 wurde zunächst mit angezogener Parkbremse auf Volllast eingestellt und die Leistung von Triebwerk Nr. 1 vor dem Lösen der Bremse dann auf 85 Prozent zurückgefahren. Um 22:24 Uhr begann der Startlauf der Maschine von Startbahn 19 des Flughafens Arlanda. Während des Startlaufs gierte die Flugzeugnase nach fünf bis zehn Sekunden nach rechts. Der Kapitän korrigierte dies, indem er die Leistung von Triebwerk Nr. 1 von 85 auf 80 und gleich darauf auf 60 Prozent herunterfuhr. Als die Maschine wieder auf der Mittellinie war, betätigte der Kapitän langsam wieder den Schubhebel. Die maximale Triebwerksleistung wurde eingestellt, als das Flugzeug eine Geschwindigkeit von 100 Knoten erreichte. Die Maschine rotierte bei einer Geschwindigkeit von 134 Knoten und auf 27 Grad ausgefahrenen Auftriebshilfen. Als angezeigt wurde, dass die Maschine stieg, ließ der Kapitän das Fahrwerk einfahren. Kurz nach dem Abheben wurde er von den Reflexionen der Landescheinwerfer des Flugzeugs geblendet, die in unerwartet tief über der Landebahn hängende Wolken hineinleuchteten. Anfangs hielt der Kapitän die Rotationsgeschwindigkeit von 145 Knoten und las an den Instrumenten eine Steiggeschwindigkeit von 800 Fuß pro Minute ab. Er musste das Seitenruder exzessiv nach links ausrichten, um die Maschine entlang der Startbahn zu zentrieren. Nach dem Abheben nahm die Maschine einen rechtsseitigen Rollwinkel von vier bis sechs Grad an und die Fluggeschwindigkeit fiel plötzlich um 10 Knoten und damit unter die Rotationsgeschwindigkeit. Der Kapitän beobachtete an der Maschine keine Roll- oder Giertendenz, stellte jedoch fest, dass die angegebene Fluggeschwindigkeit (IAS) nicht normal anstieg und unmittelbar nach dem Abheben die Steiggeschwindigkeit abnahm. Der Kapitän hatte das Gefühl, dass mehr Schub benötigt werde, aber alles geschah sehr schnell und kurz nachdem er den Geschwindigkeitsabfall bemerkt hatte, kollidierte das Flugzeug mit dem Gelände. Die Maschine streifte einige Baumwipfel, nahm dabei einen Rollwinkel von 10–15 Grad ein und stürzte 1800 Meter hinter dem Punkt des Abhebens zu Boden. Die Maschine schlug eine breite Schneise durch den Wald, der Rumpf zerbrach in mehrere Teile. Das Cockpit war vom Rest des Rumpfes abgerissen und, um 45 Grad nach links geneigt, zwischen Baumstämmen und dem hart gefrorenen Boden eingeklemmt.

## Nach dem Unfall
Der Erste Offizier Miguel Granado, welcher im rechten Pilotensitz gesessen hatte, wurde eingeklemmt, als sein Sitz nach vorne geschoben wurde. Seine beiden Beine waren unter der Instrumententafel eingeklemmt. Sein rechter Unterschenkel war gebrochen und abgewinkelt. Sein linker Fuß war fest eingeklemmt, ebenso die linke Wade und die Achillessehne. Schräg unter ihm lag einer der Flugzeugmechaniker eingeklemmt. Dieser hatte mehrere Rippenbrüche erlitten. Granado stemmte seine Hände gegen ein freiliegendes Rohr der Rumpfkonstruktion und versuchte auf diese Weise, sich in einer aufrechten Position zu halten und die Druckausübung auf die Brust seines Kollegen zu verringern. In der extremen Kälte zog er sich schwere Kälteverbrennungen an beiden Händen zu.
Der Kapitän hatte bei dem Unfall nur leichte Prellungen erlitten. Er konnte das Wrack aus eigener Kraft verlassen. Da er sich der Gefahr der Kälteeinwirkung auf seinen Körper bewusst war, ging er umher und versuchte, seine Körperwärme aufrechtzuerhalten. Er erlitt nur leichte Erfrierungen an seinen Händen und Füßen. Die überlebenden Besatzungsmitglieder suchten in der vorherrschenden Dunkelheit und im Pulverschnee nach der Notfunkbake und konnten nach deren Auffinden Hilfe anfordern. Den Überlebenden war nicht bewusst, dass sich in nur 100 Metern von der Unfallstelle ein Haus befand, in dem eine Familie schlief, die von dem Unfall nichts mitbekommen hatte. Die Familie wurde erst später von den Geräuschen der tieffliegenden Polizeihubschrauber geweckt.
Obwohl sich der Unfall in nächster Nähe zum Flughafen ereignet hatte, dauerte es vier Stunden, bis die Rettungsmannschaften die Maschine erreichten. Der eingeklemmte Erste Offizier Granado musste über acht Stunden in der Kälte warten, bevor er aus dem Wrack befreit werden konnte. Zum Zeitpunkt des Unfalls war die Katastrophenvorsorge in Arlanda unzureichend. Ein Krankenwagen war zehn Kilometer südlich in Löwenströmska lasarettet in Upplands Väsby stationiert, war aber nicht mit Funkgeräten ausgerüstet. Rettungskräfte wurden in weißen Kitteln und mit Clogs an den Füßen zum Unfallort gebracht, um die Verletzten erstzuversorgen. Fünf Personen, darunter ein schwedischer Flugbegleiter, starben in der Kälte an ihren Verletzungen.

## Ursache
Die Statens haverikommission übernahm nach dem Unfall die Ermittlungen. Die Ermittler stellten eine Reihe von Unfallfaktoren fest. So sei es unmittelbar nach dem Start zu einem unvorhergesehenen Verlust an visuellen Referenzpunkten gekommen. Während des Übergangs vom Sicht- zum Instrumentenflug sei zudem die Richtungskontrolle verloren gegangen. Die daraus resultierende Gierbewegung habe eine Rollbewegung zur Folge gehabt. Aufgrund einer Inversionswetterlage hatten ferner ein Scherwind und eine Fallbö die Maschine erfasst, wodurch es zu einem Geschwindigkeitsverlust unter das kritische Maß gekommen war.